# Красный ястреб
Красный ястреб (лат. Erythrotriorchis radiatus) — вид хищных птиц из семейства ястребиных (Accipitridae). Распространены в Австралии.

## Описание
Ястреб среднего размера с длиной тела от 45 до 60 см и размахом крыльев от 110 до 135 см. Самцы весят около 635 г, а самки — от 1100 до 1400 г.

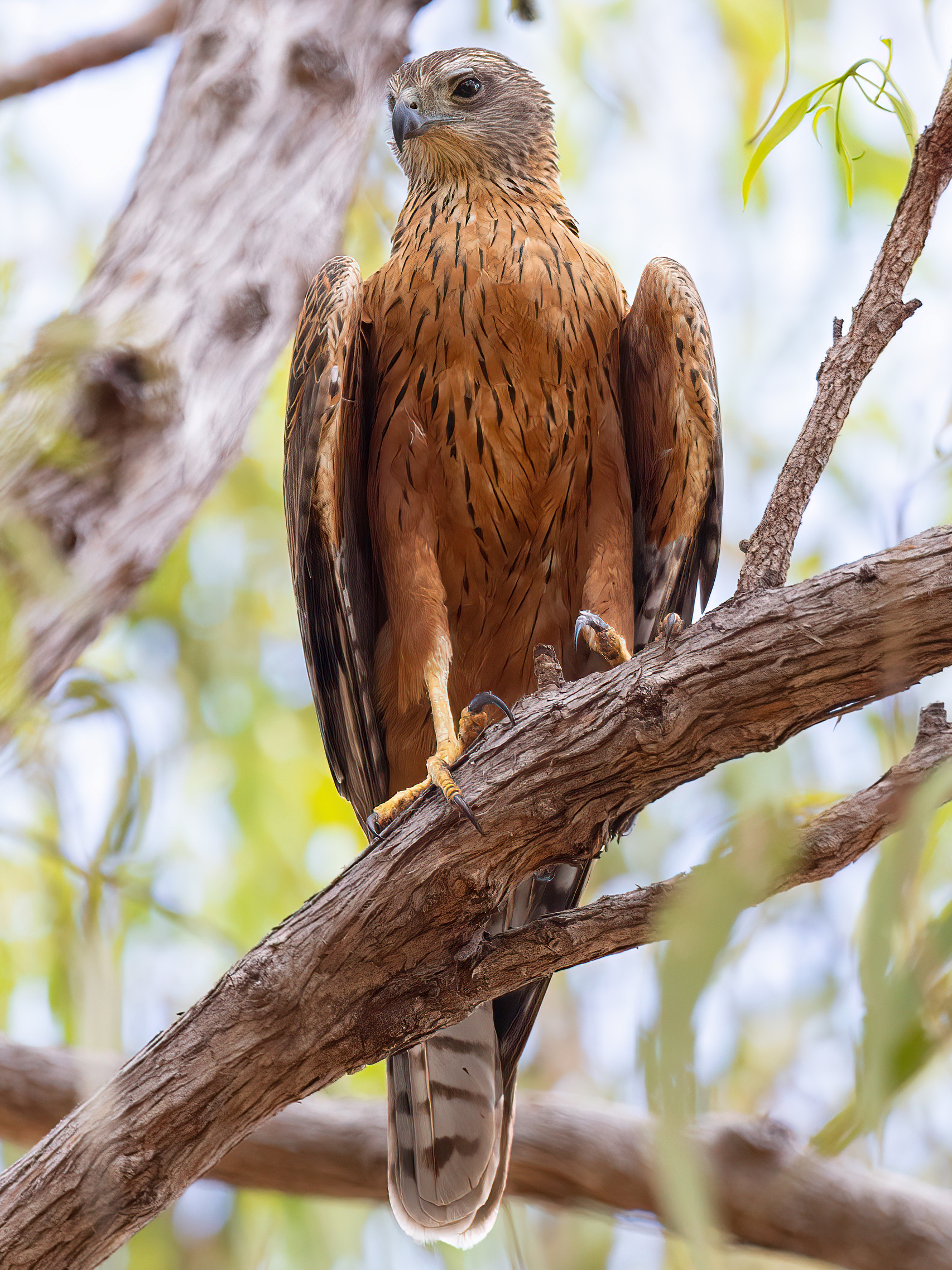
Самец красного ястреба

Крылья длинные, широкие, с обособленными кончиками. В полете эти «шестипалые пальцы» (у луней пятипалые) выходят за пределы кроющих подхвостья. Хвост длинный и широкий, с квадратным окончанием; его длина составляет около половины общей длины тела. Крепкий клюв, небольшой надбровный выступ и очень тяжелые лапы, цевка неоперённая с роговыми пластинками.
Оперение, как правило, рыжеватое; на голове с чёрными и белыми прожилками; на лице и горле больше белых прожилок. Верхняя часть тела и крыльев с чёрными отметинами. Маховые перья и хвост серые с полосами, темнее сверху и более светлые снизу. Брюхо и нижняя сторона крыльев рыжеватые с небольшим чёрным налётом. У самок живот более бледный, чем у самцов. Молодые особи (первого года жизни) имеют меньше полос на голове.
У взрослых особей радужная оболочка жёлтого (желтовато-коричневая у самцов) цвета, тогда как у молоди она коричневая. Кожа вокруг глаз серо-голубого или бледно-серого цвета у взрослых особей и от бледно-голубая у молоди. Ноги жёлтые у взрослых особей, а у молоди бледно-серые, кремовые или бледно-жёлтые.

## Биология

### Питание

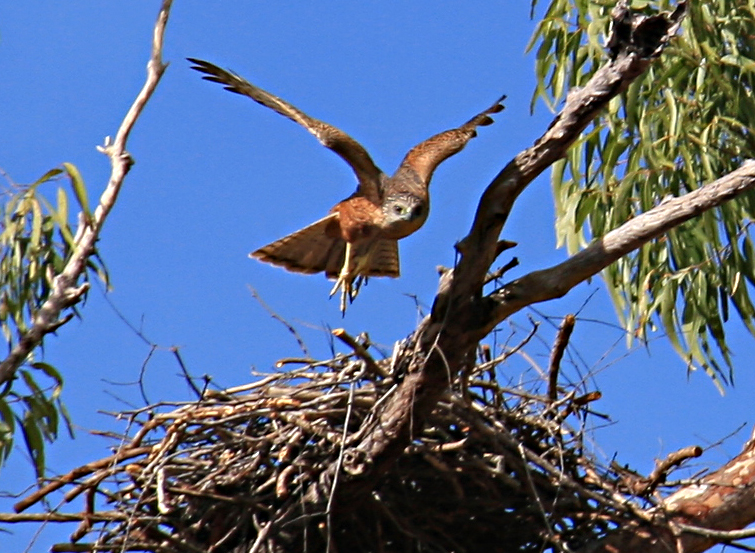

Красный ястреб питается в основном птицами, особенно попугаями и голубями; иногда цаплями, кукабарами и большеногами. Редко охотится на млекопитающих (размером с небольших опоссумов и молодых зайцев), рептилий (змеи и ящерицы) и крупных насекомых. Утром добывает корм путем кратковременной охоты со скрытых позиций на деревьях; в середине дня он добывает пищу, совершая длинные скользящие разрезы и низко рассекая кроны деревьев или прямо над ними, или высоко паря. Часто хватает добычу в полете после скрытного скольжения или прямой атаки, которая превращается в энергичную погоню; он также нападает на добычу, пикируя с высоты.

### Размножение
Сезон размножения продолжается на севере Австралии с мая по октябрь, а на востоке — с августа по октябрь. Пары гнездятся обособленно. Красные ястребы обычно моногамны. Гнездо представляет собой платформу из палок размером 60—120 см в поперечнике и глубиной 30—50 см, выстланную зелеными листьями. Гнездо размещается на высоте 15—29 м над землей в открытой развилке самого высокого живого или частично мёртвого дерева. В кладке от одного до (редко) трех яиц (обычно два яйца). Инкубация занимает около 40 дней, птенцы полностью оперяются через 51—58 дней. После этого птенец нуждается в подкормке родителей ещё 2—3 месяца. Половая зрелость у молодых птиц наступает в возрасте два года и позже.

## Распространение
Красный ястреб обитает в прибрежных районах от Кимберли в Западной Австралии, верхней оконечности Северной Территории и залива Карпентария до восточного Квинсленда и крайнего северо-восточного побережья Нового Южного Уэльса. Случайные залёты отмечены в центральной Австралии.

## Статус популяции
Популяция красного ястреба насчитывает не более 900—1400 половозрелых особей. Продолжающаяся утрата и деградация местообитаний привела к существенному сокращению ареала вида (в настоящее время он, вероятно, вымер в Новом Южном Уэльсе и юго-восточном Квинсленде), что объясняется развитием сельского и лесного хозяйства. Предполагается дальнейшее сокращение численности половозрелых особей. По этим причинам МСОП оценивает вид как находящийся под угрозой исчезновения.